# Erektile Dysfunktion

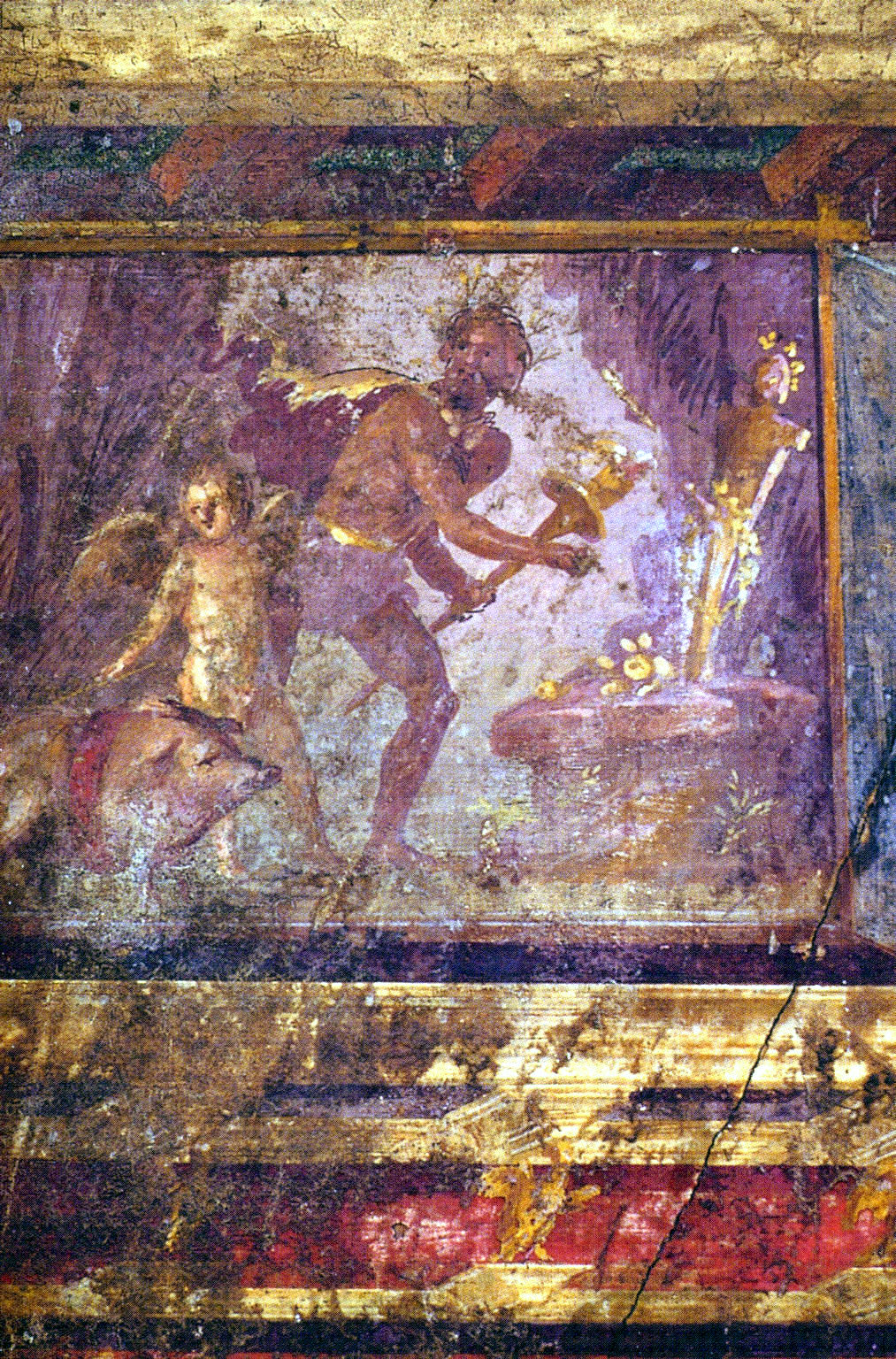
Nächtliches Opfer an Priapus; ein Mann opfert ein Schwein (links unten), um von seiner Impotenz geheilt zu werden (Fresko aus der Mysterienvilla in Pompeji).

Eine erektile Dysfunktion – Abkürzung ED, auch Erektionsstörung, Impotentia coeundi (von lateinisch coire ‚zusammengehen‘, ‚sich begatten‘, vgl. Koitus), im Volksmund auch fälschlich als Impotenz bezeichnet – ist eine Sexualstörung. Wenn es einem Mann, ohne dass aktuell emotional belastende Lebensumstände bestehen, über einen längeren Zeitraum hinweg in der Mehrzahl der Versuche nicht gelingt, eine für ein befriedigendes Sexualleben ausreichende Erektion des Penis zu bekommen oder beizubehalten, spricht man von erektiler Dysfunktion. Kurzzeitige Erektionsstörungen gelten hingegen nicht als ED.

## Bedeutung
Die ED ist ein schwerwiegender sexualmedizinischer Befund. Dank moderner Untersuchungsmethoden ist heute bekannt, dass in der überwiegenden Zahl der Fälle organische Leiden eine Rolle spielen. Treten jedoch gleichzeitig nächtliche oder morgendliche Erektionen auf, sind psychische Ursachen anzunehmen.
Eine ED ist häufig auch Vorbote anderer schwerer wiegender Erkrankungen. Zur Abklärung der Ursache ist als erstes eine Untersuchung durch den Urologen oder Andrologen sinnvoll. Wissenschaftliche Studien zeigen, dass die ED oft ein Hinweis auf eine koronare Herzkrankheit ist, da auch ED auf Endothel-Schäden beruhen kann. Nach einer diagnostizierten ED sollte daher immer ein Internist beziehungsweise Kardiologe hinzugezogen werden.
Die Häufigkeit der erektilen Dysfunktion hängt stark vom Lebensalter ab. Hinsichtlich der Prävalenz nimmt die erektile Dysfunktion von 2,3 % in der dritten Lebensdekade auf 53,4 % in der siebten Lebensdekade zu. Besonders im Alter tritt erektile Dysfunktion häufig auf. Etwa die Hälfte der 60-Jährigen und etwa zwei Drittel der 70-Jährigen sind betroffen.

## Ursachen
Lange Zeit hat man die erektile Dysfunktion in zwei Kategorien unterschieden: organisch oder psychisch. Heute ist man sich einig, dass nur ein kleiner Prozentsatz rein psychogen oder somatogen verursacht wird. Der überwiegende Anteil der Erektionsstörungen hat mehrere Ursachen. Biologische, psychische, interpersonelle und kulturelle Faktoren spielen in der Regel zusammen. Während in jungem und mittlerem Alter psychische Ursachen häufiger sind, spielen mit zunehmendem Alter organische Wirkfaktoren eine immer größere Rolle. Es wird geschätzt, dass ab 50 Jahren zu etwa 80 % körperliche Ursachen vorherrschen. Insgesamt geht man altersunabhängig bei etwa der Hälfte der Erektionsstörungen von einer rein organischen Ursache aus, bei etwa einem Drittel von einer rein psychogenen Störung und bei 20 % der Fälle von einer gemischt organischen und psychogenen Ursache aus. Diabetes mellitus, Arteriosklerose (häufig eine Folge des Rauchens) und Gefäßanomalien machen unter den körperlichen Erkrankungen mit etwa 45 % die Hauptursachen für erektile Dysfunktionen aus.

### Psychische Ursachen
Eine zentrale Rolle bei der Entstehung von erektiler Dysfunktion spielt die Angst, sexuell zu versagen. Typischerweise steht diese Angst im Zusammenhang mit Beziehungskonflikten, Trennung, Selbstvorwürfen und beruflichem Misserfolg bzw. Rollenkonflikten als Mann.
Aus psychoanalytischer Sicht ist die erektile Dysfunktion beim Mann – analog zur Frigidität bei der Frau – ein häufiges Begleitsymptom von Konflikten, zum Beispiel einer Mutterfixierung oder einer unbewussten Homosexualität. Für Sigmund Freud liegt die Ursache der fragilen Potenz des Mannes in den Anforderungen der Kultur, die allen Menschen von früh an ein hohes Maß an Triebverzicht auferlegt. Nach seiner Auffassung führt dies bei vielen Männern in der Folge dazu, dass sie ihre volle Potenz nur bei Frauen realisieren können, die sie nicht achten, sondern innerlich entwerten.

### Organische Ursachen

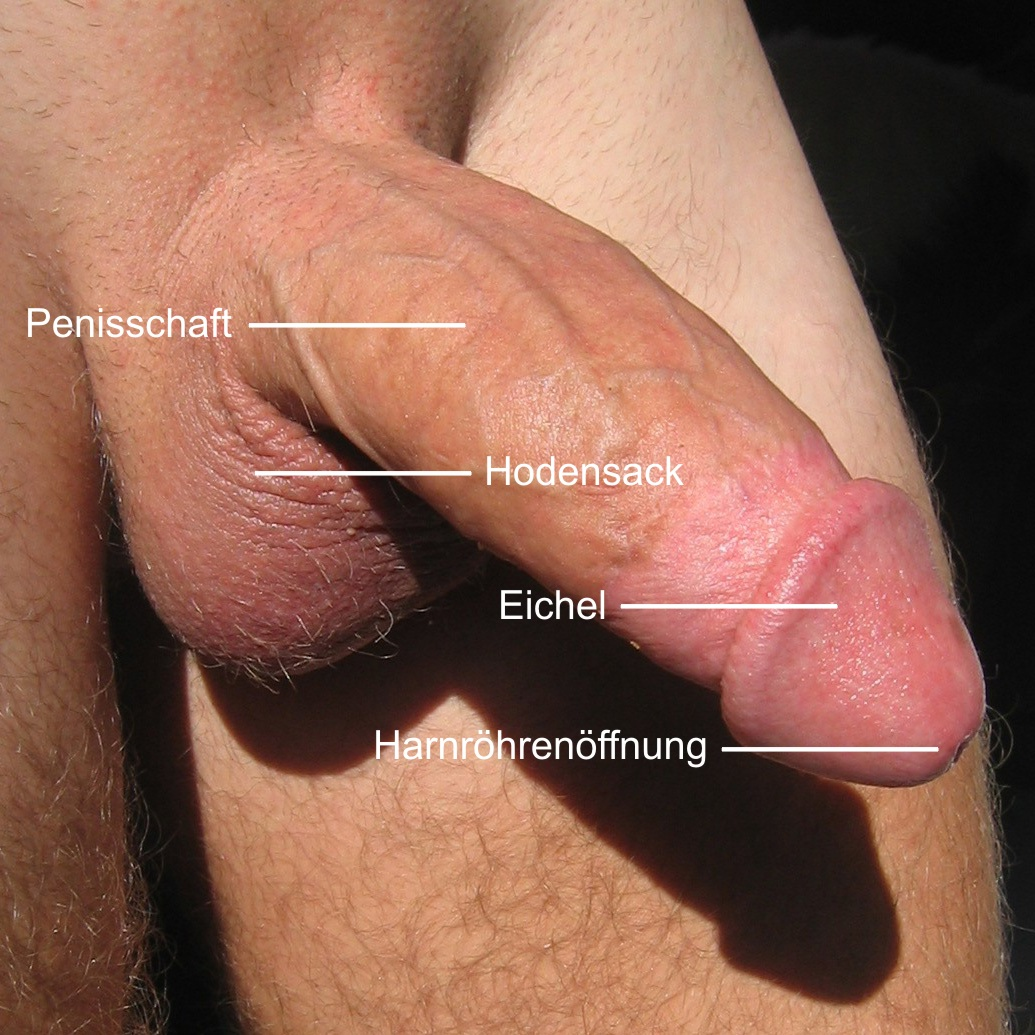
Penis

Organische Ursachen für die erektile Dysfunktion sind oftmals Zuckerkrankheit, Bluthochdruck, Operationen, Verletzungen am Schwellkörper, aber auch Folgen von langjähriger Einnahme von Suchtmitteln oder Drogen wie Rauchen oder übermäßiger Alkoholkonsum. Dabei kommt es zu Schädigungen von Blutgefäßen oder Schwellkörpern.
Erektionsprobleme können u. a. bedingt sein durch:
- Atherosklerose der zuführenden Blutgefäße
- Lecks in den Schwellkörpern zu den ableitenden Venen (nicht selten, schwer zu erkennen)
- bindegewebigen Umbau der Schwellkörper, z. B. nach Dauererektion (Priapismus)
- Schädigung der die glatte Muskulatur versorgenden Nerven (Nn. erigentes) im kleinen Becken, z. B. durch größere Operationen an Prostata und Mastdarm, Bestrahlung, Verletzung, aber auch durch Diabetes mellitus, Alkoholmissbrauch und andere Stoffwechselerkrankungen mit Neuropathie
- Rückenmarksschädigung, die das Erektionszentrum betreffen, manche Querschnittlähmungen (nicht alle)
- Blockaden im Lendenwirbelsäulenbereich
- Medikamente, die Neuro-Blocker beinhalten (z. B. Antiepileptika, Antidepressiva), Post-SSRI Sexual Dysfunction
- Betablocker
- Antiandrogene (Medikamente wie z. B. Androcur, Dutasterid oder Finasterid)
- psychische Ursachen wie Stress
- sehr selten: Mangel an männlichem Geschlechtshormon. Bei Testosteronspiegeln unter 15 nmol/l ist ein Libidoverlust wahrscheinlicher.[7]

## Diagnose
Diagnostik der erektilen Dysfunktion liegt heute primär in der Hand der Urologen. Der Neurologe oder Psychotherapeut wird bei Bedarf konsiliarisch hinzugezogen. In vielen Fällen ist eine interdisziplinäre Zusammenarbeit erforderlich. Der Urologe wird zuerst in einem Anamnesegespräch klären, wie die sexuellen Probleme genau aussehen und seit wann sie bestehen. Hierin bieten sich erste Anzeichen, ob es psychische Faktoren gibt, die zum Potenzverlust führen. Es folgt eine Risiko- und Medikamentenanamnese, um herauszufinden, ob der Patient Vorerkrankungen hat, welche zur ED führen könnten, ob er Medikamente mit einem solchen Effekt einnimmt.
Eine körperliche Untersuchung und der Ultraschall können Hinweise auf Verletzungen geben; aus einer Blutprobe lässt sich auf hormonelle Störungen schließen. Bei nicht schwerwiegenden Befunden wird der Patient mit PDE-5-Hemmern versorgt.
Schlägt die Therapie nicht an oder gibt es Anzeichen für organische Schäden (z. B. an Gefäßen), werden invasivere Methoden gewählt, um die Ursache zu finden. Hierzu zählen:
- Feststellung des Testosteronspiegels
- Nächtliche penile Tumeszenz- und Rigiditätsmessung (NPTR-Messung)
- Corpus-Cavernosum-Elektromyogramm (CC-EMG)
- Penile Sympathische Hautantwort (PSH)
- Schwellkörperinjektionstestung (SKIT)
- Pharmakophalloarteriographie (PPAG)
- Pharmakokavernosometrie und -graphie (PKMG)

Die NPTR-Messung zeichnet nächtliche Erektionen auf. Bei der SKIT wird durch Medikamente (Papaverin, Phentolamin und Prostaglandin) eine Erektion hervorgerufen. Hält sich diese über 15 Minuten, kann eine Störung der Gefäße mit großer Wahrscheinlichkeit ausgeschlossen werden. Eine während des Anflutens des Blutes gemachte Duplexsonographie bietet während dessen objektive Daten über den Blutfluss. CC-EMG und PSH messen Nerven- bzw. Muskelaktivitäten. Mit ihnen können also nervöse und muskuläre Leiden ausgeschlossen werden. Bringt die SKIT ein verdächtiges Ergebnis, können mittels PPAG arterielle und mittels PKMG venöse Ursachen gesucht werden. Beim PPAG werden die Arterien des Schwellkörpers mit Kontrastmittel und Röntgengerät dargestellt. Beim PKMG wird der Druck im Penis gemessen, während dieser durch Medikamente bzw. Kochsalzinfusion steif gehalten wird. Gelingt dies nur unter hohem Fluss von Kochsalz oder gar nicht, wird von einer venösen Abflussstörung ausgegangen.

## Behandlung
Seit 2018 liegen die deutschen AWMF-Leitlinien zur Diagnostik und Therapie der erektilen Dysfunktion vor. Die aktuellsten Leitlinien sind die 2020 veröffentlichten Leitlinien der European Association of Urology (EAU).

### Psychotherapie
Spielen psychische Ursachen eine Rolle, kann eine beratende Sexualtherapie oder eine Psychotherapie, gegebenenfalls mit Einbeziehung des Partners, hilfreich sein. Die Krankenkasse übernimmt im Fall einer diagnostizierten Erkrankung dafür die Kosten.

### Pharmakotherapie
In vielen Fällen können potenzsteigernde Medikamente die Beschwerden lindern. Diese unterliegen in Deutschland der Arzneimittelzulassung. Auch müssen vor der Einnahme bestimmte Kontraindikationen ausgeschlossen werden.

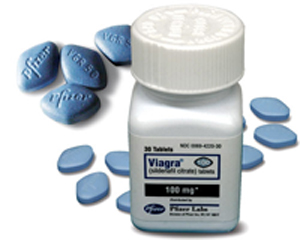
Handelsübliche Packung von Viagra

In Deutschland zugelassen und in wissenschaftlichen Studien untersucht sind die rezeptpflichtigen PDE-5-Hemmer Sildenafil (Viagra), Vardenafil (Levitra), Tadalafil (Cialis) und Avanafil (Spedra). Für alle diese Medikamente erfolgt derzeit keine Kostenübernahme durch die gesetzlichen Kassen. PDE-5-Hemmstoffe wirken nicht bei kompletter Schädigung der für die Erektion zuständigen Nerven. Apomorphin und Yohimbin werden kaum noch verordnet.
Eine Alternative ist lokal angewandtes Alprostadil, das injiziert oder in die Harnröhre eingebracht werden muss. Dafür stehen drei unterschiedliche Applikationsformen zur Verfügung: Bei der Schwellkörper-Autoinjektions-Therapie (SKAT) wird der Wirkstoff mittels Spritze nah an der Peniswurzel in die Schwellkörper injiziert. Dies kann jedoch auf lange Sicht zur weiteren Verschlechterung der Situation und zu irreversiblen Schädigungen des Schwellkörpergewebes führen. Beim Medikamentösen Urethralen System zur Erektion (MUSE) wird ein Stäbchen in die Harnröhre eingeführt und der Wirkstoff als kleines Pellet freigesetzt, wo er über die Schleimhaut aufgenommen wird. Hierbei besteht das Risiko, die Harnröhre zu verletzen. Weniger invasiv sind Alprostadil Creme-Tropfen (Vitaros), die in die Harnröhren-Öffnung geträufelt werden. Eine mechanische Verletzung von Schwellkörpern und Harnröhre kann so ausgeschlossen werden. Allerdings ist eine Übertragung auf den Geschlechtspartner bei MUSE und Alprostadil Creme-Tropfen möglich.

### Operative Verfahren
Manchmal lässt sich eine ED operativ beheben, etwa bei bestimmten Gefäßverletzungen oder bei einem Teil der Leistenbrüche.
Die prothetische Versorgung mittels Implantaten ist bei richtiger Indikationsstellung sowie Aufklärung von Patient und Partnerin mit einer hohen Akzeptanz und Zufriedenheit verbunden. Die primäre Zufriedenheit liegt bei circa 80 % bei geeigneter Patientenauswahl. Es stehen grundsätzlich semirigide und hydraulische Implantate zur Verfügung, wobei das deutlich bessere kosmetische Ergebnis der hydraulischen Modelle mit einer Fehlerquote von etwa fünf Prozent einhergeht.
Die Therapie gehört zum operativen Standard in der Urologie. In Deutschland werden die Kosten für eine derartige Operation von der Krankenkasse getragen, in Österreich kann diese Maßnahme nur als privatärztliche Leistung erfolgen.

### Stoßwellentherapie

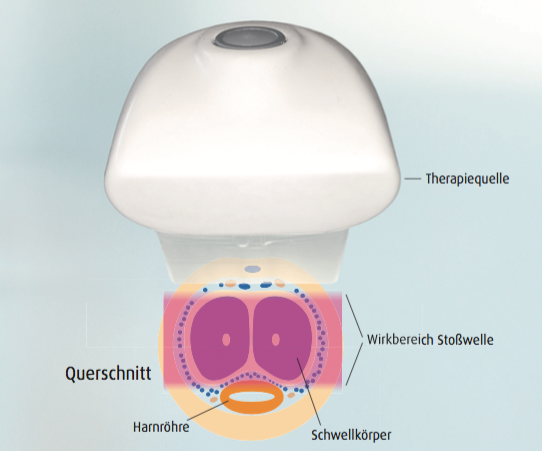
Fokussierte Piezo-Stoßwelle mit einem linienförmigen Wirkbereich

Die aktuellen Leitlinien der EAU (European Association of Urology) erwähnen diese Behandlungsform unter den Erstlinien-Behandlungen, geben jedoch wegen der schwachen Datenlage keine Empfehlung ab. Wirkprinzip dieser Therapie soll eine lokale Durchblutungsförderung der Schwellkörper sein. Eine systematische Übersichtsarbeit von 2018 berichtete, dass die Ergebnisse zur Wirksamkeit uneinheitlich seien und weitere vergleichbare Studien benötigt würden.

### Hilfsmittel
Ergänzend hierzu oder anstelle der medikamentösen Therapie kann eine sogenannte Penispumpe (in Deutschland bei ärztlicher Verordnung Kostenübernahme durch die Krankenversicherung) eingesetzt werden. Positiv ist hierbei: Bei sachgemäßer Anwendung sind keine Nebenwirkungen zu erwarten. Darüber hinaus sind Penis- bzw. Vakuumpumpen bei allen Arten der ED anwendbar, auch bei psychologischen Ursachen. Studien haben gezeigt, dass die Verwendung von Vakuumsystemen es über 80 % der Männer ermöglicht, einen Penisschwellungsgrad zu erreichen, der ausreichend für die Durchführung des Geschlechtsverkehrs ist.

### Digitale Therapie
Die Leitlinien der EAU geben eine starke Empfehlung zur Lebensstilmodifikation (BMI-Reduktion und körperliche Aktivität) und zur Minimierung von Risikofaktoren für Patienten mit erektiler Dysfunktion. Eine DiGA (Digitale Gesundheitsanwendung) kann anhand speziell entwickelter Therapieinhalte dabei helfen, Lebensgewohnheiten dementsprechend umzustellen und so die Ursachen von erektiler Dysfunktion zu behandeln. Bei Vorliegen der ärztlichen Diagnose einer Impotenz organischen Ursprungs werden die gesamten Behandlungskosten in Deutschland durch die gesetzlichen Krankenversicherungen übernommen.

## Rezeption
In der Öffentlichkeit werden die Beeinträchtigungen der Betroffenen durch ihre Erkrankung, insbesondere die psychischen Nebenfolgen, oft nicht in ausreichendem Maß wahrgenommen. In Deutschland sind private und gesetzliche Krankenkassen zur Übernahme der Kosten von Potenzmitteln nicht verpflichtet.
In den Medien wird „Impotenz“ oft mit Zeugungsunfähigkeit gleichgesetzt, obwohl das eine nichts mit dem anderen zu tun hat. Es ist dadurch kaum bekannt, dass viele Betroffene trotz ED in der Lage sind, Ejakulationen zu haben, Orgasmen zu erleben und auf natürlichem Weg Kinder zu zeugen.
Prominente wie der 2022 verstorbene brasilianische Fußballspieler und Sportminister Pelé unterstützen Kampagnen, um ED zu enttabuisieren.
Die impotentia coeundi ist auch ein Begriff des katholischen Kirchenrechtes. Hier gilt eine anhaltende impotentia coeundi als Ehehindernis. Allerdings wird darunter die Unmöglichkeit des Geschlechtsaktes zwischen Ehepartnern verstanden, unabhängig davon, ob die Ursache beim Mann oder bei der Frau liegt.